# Argýris Kampetsís
Anárgyros Kampetsís (grec moderne : Ανάργυρος Καμπετσής), ou Argýris Kampetsís (Αργύρης Καμπετσής), né le 6 mai 1999 à Athènes en Grèce, est un footballeur grec qui joue au poste d'attaquant au Karmiótissa FC.

## Biographie

### Carrière en club

#### Jeunesse et formation
Argýris Kampetsís est né à Athènes, en Grèce. Il est formé par l'Olympiakos Le Pirée, où il se montre très prolifique avec les équipes de jeunes et devient l'un des grands espoirs du club et du pays. Il refuse toutefois une offre de contrat de l'Olympiakos à l'été 2017 et rejoint librement en juin 2017 le centre de formation du Borussia Dortmund où il signe un contrat de quatre ans. 

#### Panathinaïkos
Il ne s'impose pas en Allemagne, ne jouant aucun match avec l'équipe première, et effectue son retour dans son pays natal à l'été 2018, au Panathinaïkos. Le 1er septembre 2018, lors de la deuxième journée de la saison 2018-2019 de Superleague Elláda face au PAS Lamia, il entre en jeu et dispute donc ses premières minutes en pro. Cette rencontre se solde par la victoire des siens (3-1).

#### Willem II
Le 31 août 2021, Argýris Kampetsís est prêté au Willem II pour une saison, avec option d'achat.

#### Diósgyőri VTK
Le 21 juillet 2023, Argýris Kampetsís rejoint la Hongrie afin de s'engager en faveur du Diósgyőri VTK, tout juste promu en première division hongroise.

### Carrière en sélection nationale
Avec les moins de 18 ans, il inscrit un but lors d'un match amical contre l'Estonie, en janvier 2017. Il délivre également, à cette occasion, une passe décisive.
Avec les moins de 19 ans, il inscrit un total de six buts. Il marque dès sa première apparition avec cette sélection, le 7 février 2017 contre la Turquie. Il contribue ce jour-là à la victoire de son équipe (3-2 score final). Kampetsís est notamment l'auteur d'un doublé contre la Finlande le 25 mars 2017 (victoire 4-1 de la Grèce), lors des éliminatoires du championnat d'Europe des moins de 19 ans.
Il fête sa première sélection avec l'équipe de Grèce espoirs, face à l'Autriche, le 16 novembre 2018. Il entre en jeu en cours de partie ce jour-là, et son équipe perd la rencontre (0-1). Le 22 mars 2019, Kampetsís inscrit ses deux premiers buts avec les espoirs, lors d'une défaite de son équipe face à la Slovaquie (4-3). Par la suite, le 10 juin de la même année, il inscrit son second doublé avec les espoirs, face à Saint-Marin, lors des éliminatoires de l'Euro espoirs 2021 (victoire 5-0).